# Pavillon de Flore

Plano de contorno del Palais du Louvre : el Pavillon de Flore está en la parte inferior izquierda, en rojo; el antiguo Palais des Tuileries, a la izquierda, en blanco; el "viejo" Louvre cuadrangular, a la derecha, en dos tonos de azul.

El Pavillon de Flore, parte del Palais du Louvre en París, Francia, se encuentra en el extremo suroeste del Louvre, cerca del Pont Royal. Fue construido originalmente entre 1607 y 1610, durante el reinado de Enrique IV, como la esquina del pabellón entre el palacio de las Tullerías al norte y Gran galería del Louvre hacia el este. El pabellón fue totalmente rediseñado y reconstruido por Hector Lefuel de 1864 a 1868 en un muy decorado estilo Napoleón III. La escultura más famosa en el exterior del Louvre, El triunfo de la flora de Jean-Baptiste Carpeaux, se agregó debajo del frontón central de la fachada sur en ese momento. El palacio de las Tullerías fue quemado por la Comuna de París en 1871, y una fachada norte, similar a la fachada sur, se añadió al pabellón por Lefuel de 1874 a 1879. Actualmente, el Pavillon de Flore forma parte del Musée du Louvre. El Pavillon de Flore está en el centro de París, en la orilla derecha (en francés: Rive Droite y está conectado con el Louvre. Está directamente adyacente al Pont Royal en el Quai François Mitterrand (anteriormente Quai du Louvre, rebautizado el 26 de octubre de 2003), que se encuentra entre la Passerelle Léopold-Sédar Senghor y el Pont du Carrousel.

## Historia

### Enrique IV y el gran diseño
El Pavillon de Flore era parte de un plan más amplio, ideado durante el reinado de Enrique IV, para conectar el Palacio del Louvre y el Palacio de las Tullerías a través de dos alas largas en sus extremos norte y sur. Primero, la Petite Galerie, que se extiende hacia el sur desde el Palais du Louvre hasta el río Sena, estaba conectada a la Grande Galerie. Este último fue construido de este a oeste a lo largo del Sena hasta llegar a las Tullerías, donde terminaba con el Pavillon de Flore, entonces conocido como el Gros Pavillon de la Rivière ("Gran Pabellón del Río"). La piedra angular del pabellón se colocó en 1607. Su diseño se ha asignado tradicionalmente a Jacques II Androuet du Cerceau, quien también se cree que diseñó la sección occidental adyacente de la Grande Galerie. (El diseño de la sección este de la Grande Galerie se asigna tradicionalmente a Louis Métezeau). El Palais des Tuileries se extendió hacia el sur desde el Pavillon Bullant hasta el Pavillon de Flore a través de la Petite Galerie des Tuileries. El trabajo en el Gran Diseño se abandonó tras el asesinato de Enrique IV en 1610. Sin embargo, en ese momento, se había completado el edificio de la Grande Galerie, la Petite Galerie des Tuileries y el Gros Pavillon de la Rivière. (En el siglo XIX, se construyó una segunda galería larga, a juego con la Grande Galerie, de oeste a este a lo largo de la Rue de Rivoli, desde el Pavillon de Marsan en el extremo norte del Palais des Tuileries hasta el extremo norte de un Palais ampliado du Louvre, completando finalmente el Gran Diseño de Enrique IV).

### Luis XIV
El rey Luis XIV bailó en el Ballet royal de Flore de Isaac de Benserade en febrero de 1669 en las Tullerías, posiblemente en la Salle des Ballets ubicada en el primer piso del pabellón. Se ha sugerido que fue entonces cuando el nombre Pavillon de Flore entró en uso, aunque la primera mención escrita conocida es en 1726. Pavillon de Flore es el nombre que se usa hoy en día, aunque se han utilizado otros nombres en el medio.

### Luis XVI
Desde 1789 hasta 1792, cuando la corte real francesa residió en las Tullerías, el apartamento de la planta baja del Pavillon de Flore albergaba la oficina de la princesa de Lamballe, estando al lado del apartamento de la reina María Antonieta en la planta baja. del edificio principal de las Tullerías, mientras que el primer piso del Pavillon albergaba el apartamento de Madame Isabel.

### Revolución francesa
Durante la Revolución francesa, el Pavillon de Flore pasó a llamarse Pavillon de l'Égalité (Casa de la Igualdad). Bajo su nuevo nombre, se convirtió en el punto de encuentro de varios de los Comités de la época. Muchos otros comités del Gobierno Revolucionario ocuparon el Palais des Tuileries (referido por los contemporáneos como el Palacio de la Nación) durante la época de la Convención Nacional. Entre los ocupantes notables se encontraban el Comité Monetario, el Comité de Examen de Cuentas y Liquidación. Sin embargo, el más famoso fue el Comité de Salvación Pública.
El Comité de Seguridad Pública (en francés: Comité de salut public) fue el organismo principal y más renombrado del Gobierno Revolucionario, formando la rama ejecutiva de facto de Francia durante el Reinado del Terror. Dirigido por los jacobinos bajo Robespierre, el grupo de doce denuncias, juicios y ejecuciones centralizados. El comité fue responsable de la muerte de miles, la mayoría por guillotina. El cuerpo ejecutivo se instaló inicialmente en los apartamentos de María Antonieta, situados en el primer piso, pero también fue superando gradualmente las oficinas de Luis XVI. El órgano de gobierno se reunía dos veces al día y las ejecuciones se llevaban a cabo en los jardines.

### Primer imperio
El papa Pío VII permaneció en el edificio mientras se preparaba para coronar a Napoleón como Emperador de Francia. Mientras residía allí, el Papa recibió varios "órganos del Estado, del clero y de las corporaciones religiosas". Además, la procesión del emperador Napoleón comenzó en el Pavillon de Flore.
El pabellón sufrió una importante alteración estructural durante el reinado de Napoleón III, quien en 1861 autorizó su demolición y reconstrucción completa bajo la supervisión del arquitecto Héctor Lefuel. Realizada entre 1864 y 1868, la reconstrucción de Lefuel agregó detalles y esculturas significativos a la obra, que por lo tanto se señala como un ejemplo de la arquitectura de estilo Napoleón III. Además, Napoleón III encargó al escultor Jean-Baptiste Carpeaux la creación de una pieza que evocara a "Flore" (en inglés Flora), la diosa romana que representa las flores y la primavera.
La estructura formó el edificio de la esquina de un complejo combinado Palais du Louvre y Palais des Tuileries hasta que el Palais des Tuileries fue destruido durante la insurrección de la Comuna de París El 23 de mayo de 1871, los incendios incendiarios provocados por doce miembros de la Comuna de París, un gobierno revolucionario que gobernó brevemente París desde el 26 de marzo de 1871 hasta el 28 de mayo de 1871, causaron graves daños al Palais des Tuileries.

### La Tercera República y después
Las ruinas del Palacio de las Tullerías fueron derribadas en 1882 durante la Tercera República Francesa. El Pavillon de Flore y el Pavillon de Marsan son las únicas partes del complejo Palais des Tuileries que aún existen.
La destrucción del Palacio de las Tullerías afectó la relación estética entre el Palais du Louvre y el Arco de Triunfo, ya que ahora se podía ver que las dos estructuras no estaban en el mismo eje. El Palais des Tuileries había servido para disfrazar el hecho de que el Palais du Louvre está ligeramente sesgado (6,33 °) en relación con el eje histórico de París (también conocido como Voie Triomphale ), una línea recta de estructuras y vías de siete kilómetros, incluyendo la Place de la Concorde, Champs-Élysées, el Arco de Triunfo y el Grande Arche de La Défense. 

## Galería

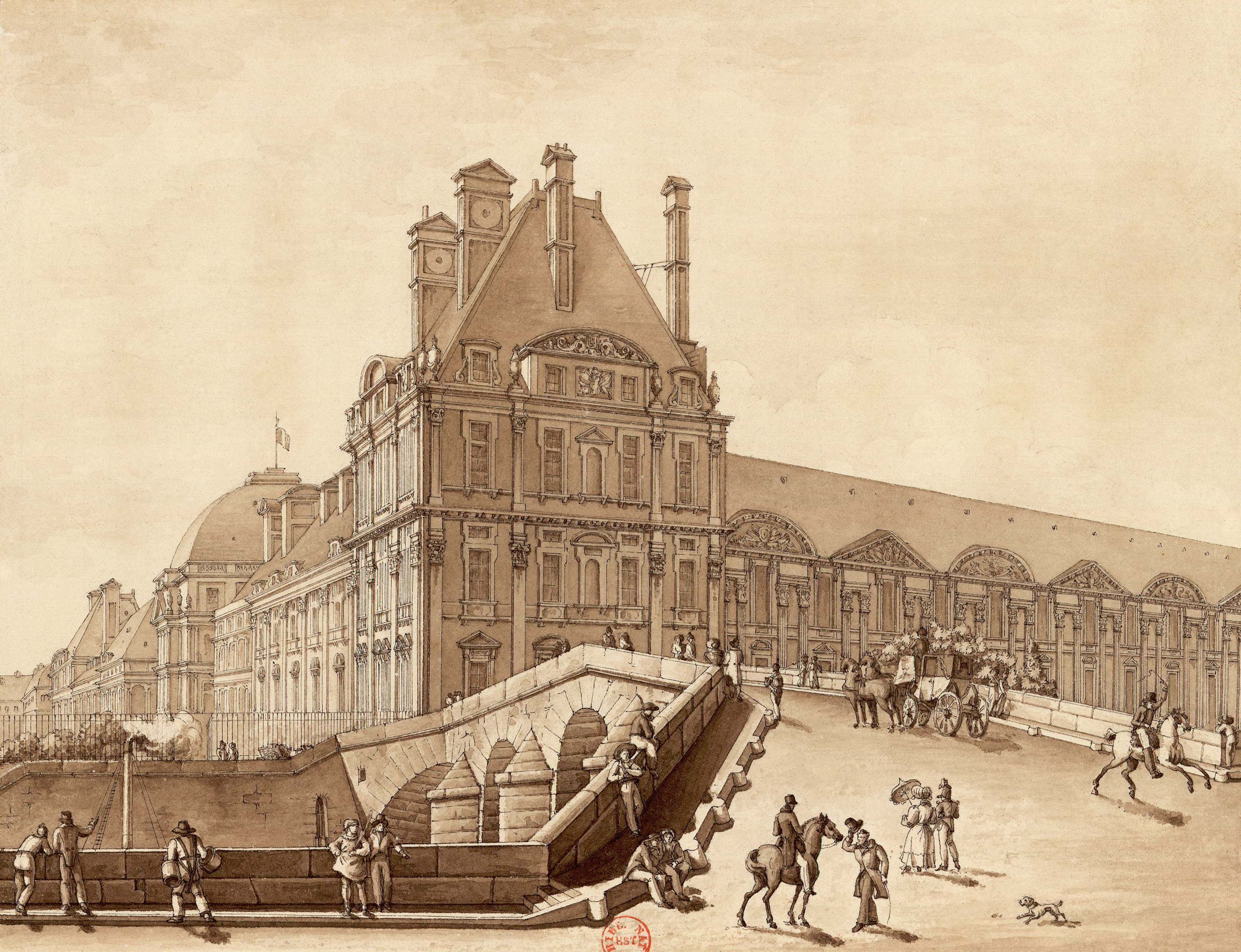
Dibujo en tinta marrón de 1814)
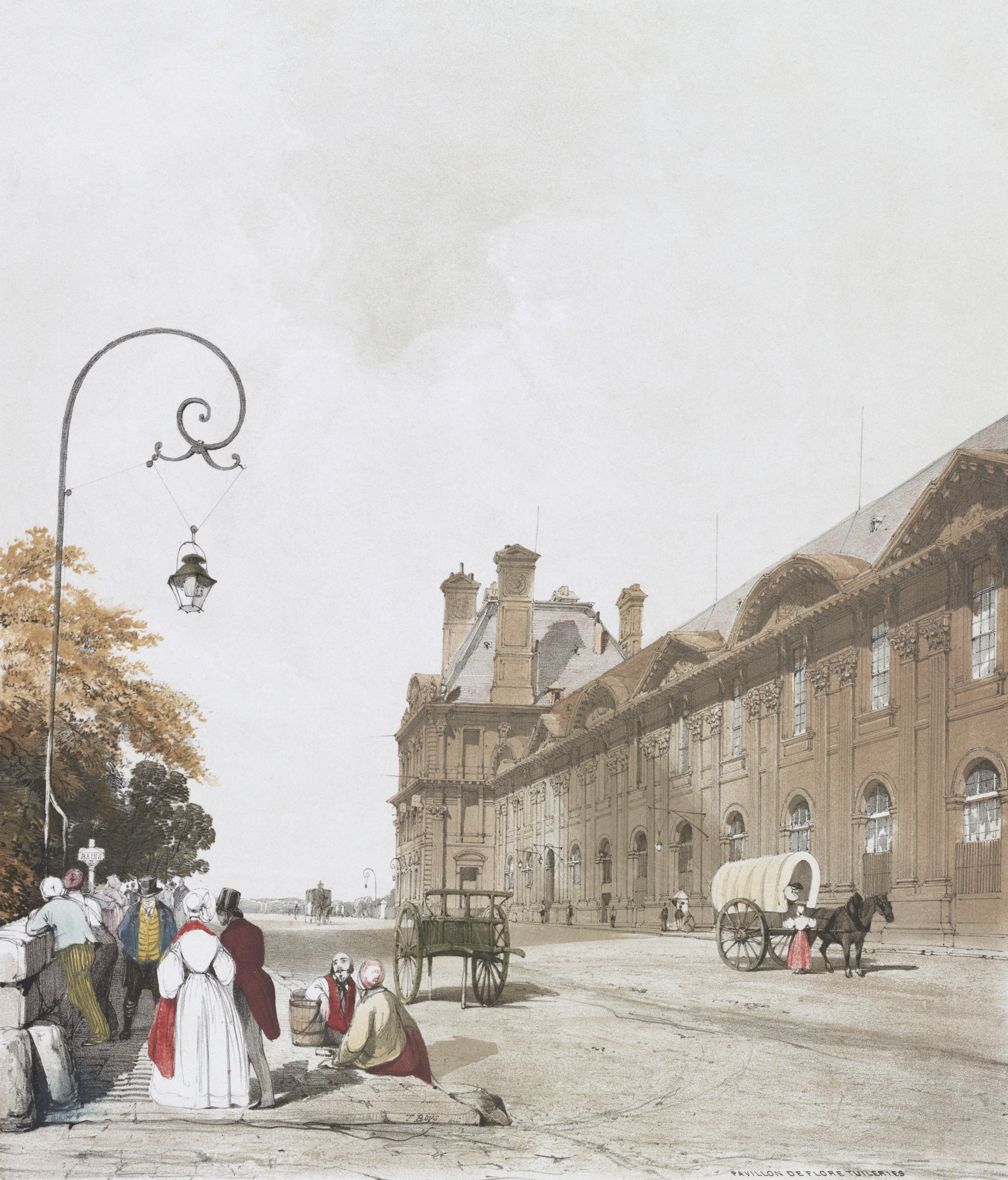
Litografía de Thomas Shotter Boys
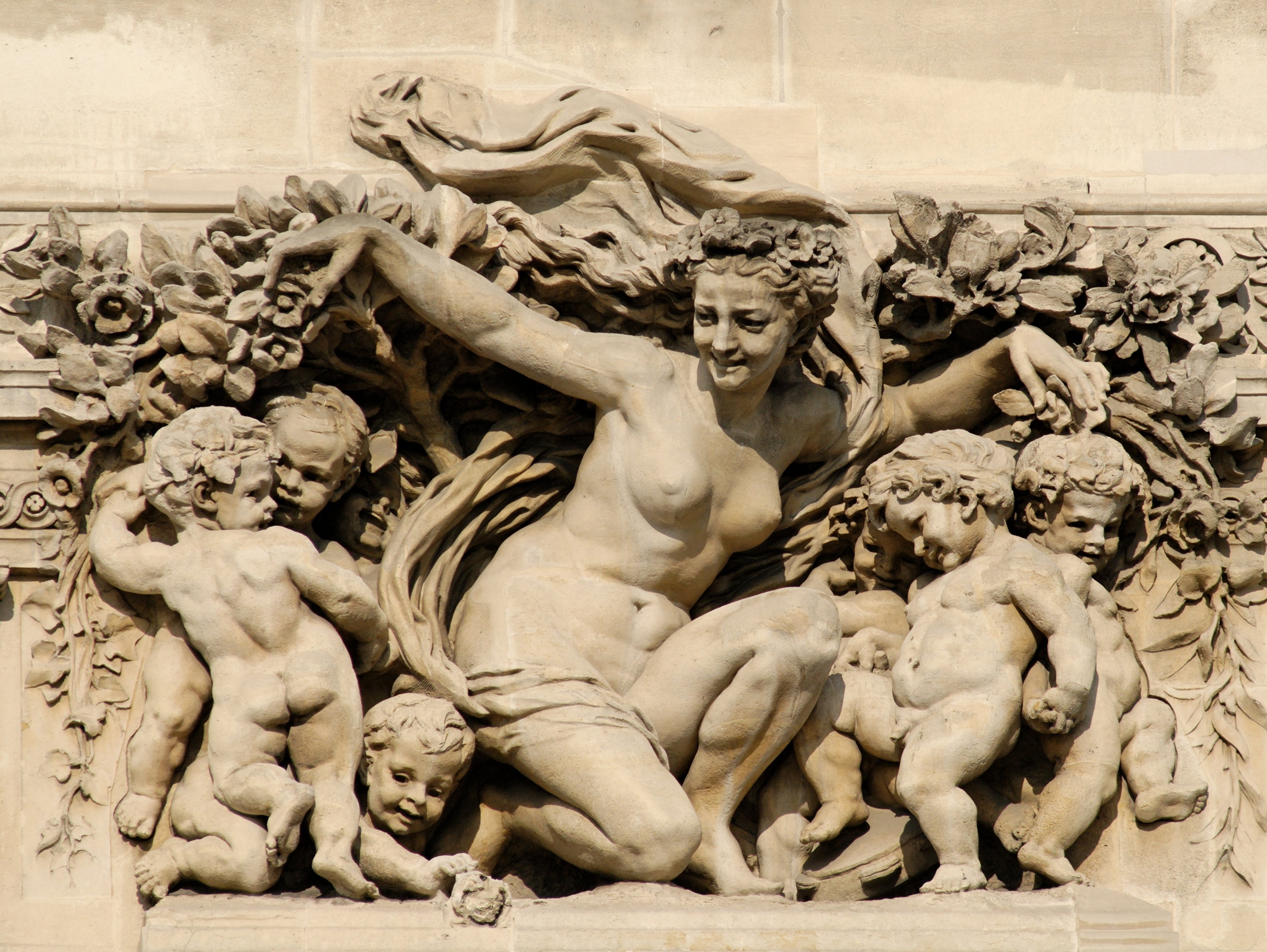
Le Triomphe de Flore (El triunfo de Flora).
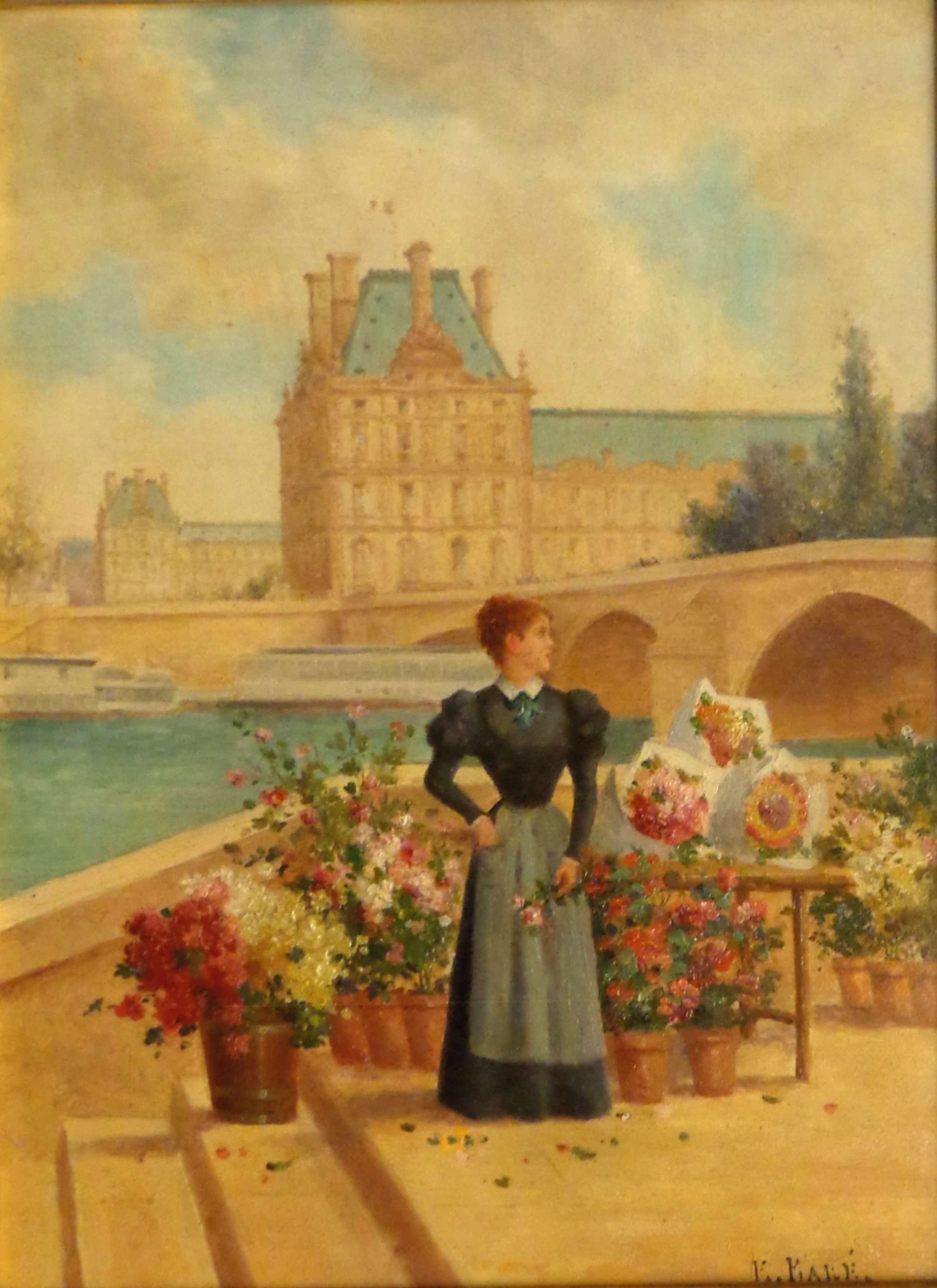
La Fleuriste et le Pavillon de Flore (É. Baré)